# Cape Canaveral (Florida)
Cape Canaveral ist eine Stadt im Brevard County im US-Bundesstaat Florida. Das U.S. Census Bureau hat bei der Volkszählung 2020 eine Einwohnerzahl von 9.972 ermittelt.

## Geographie
Die Stadt Cape Canaveral grenzt im Süden an Cocoa Beach und befindet sich an der nördlichen Spitze der Barriereinseln an der Atlantikküste. Sie liegt etwas südlich der auf der Insel Merritt Island gelegenen Weltraumbahnhöfe Cape Canaveral Air Force Station und Kennedy Space Center. Die Stadt liegt rund 30 km südöstlich von Titusville sowie etwa 80 km östlich von Orlando.

## Demographische Daten
Laut der Volkszählung 2010 verteilten sich die damaligen 9912 Einwohner auf 8295 Haushalte. Die Bevölkerungsdichte lag bei 1652 Einw./km². 92,9 % der Bevölkerung bezeichneten sich als Weiße, 2,4 % als Afroamerikaner, 0,3 % als Indianer und 1,8 % als Asian Americans. 0,8 % gaben die Angehörigkeit zu einer anderen Ethnie und 1,7 % zu mehreren Ethnien an. 5,7 % der Bevölkerung bestand aus Hispanics oder Latinos.
Im Jahr 2010 lebten in 11,9 % aller Haushalte Kinder unter 18 Jahren sowie 33,6 % aller Haushalte Personen mit mindestens 65 Jahren. 43,3 % der Haushalte waren Familienhaushalte (bestehend aus verheirateten Paaren mit oder ohne Nachkommen bzw. einem Elternteil mit Nachkomme). Die durchschnittliche Größe eines Haushalts lag bei 1,46 Personen und die durchschnittliche Familiengröße bei 2,39 Personen.
11,3 % der Bevölkerung waren jünger als 20 Jahre, 20,5 % waren 20 bis 39 Jahre alt, 33,6 % waren 40 bis 59 Jahre alt und 34,5 % waren mindestens 60 Jahre alt. Das mittlere Alter betrug 51 Jahre. 51,9 % der Bevölkerung waren männlich und 48,1 % weiblich.
Das durchschnittliche Jahreseinkommen lag bei 43.888 $, dabei lebten 14,0 % der Bevölkerung unter der Armutsgrenze.
Im Jahr 2000 war Englisch die Muttersprache von 94,20 % der Bevölkerung, spanisch sprachen 4,30 % und 1,50 % hatten eine andere Muttersprache.

## Städtepartnerschaften
- Kloten im Kanton Zürich in der Schweiz
- Guidonia Montecelio in Latium in Italien
- Vila do Bispo an der Algarve in Portugal

## Schulen
- Cape View Elementary School

## Verkehr
Cape Canaveral wird von der Florida State Road A1A durchquert. Der nächste Flughafen ist der rund 40 Kilometer entfernte Melbourne Orlando International Airport. Die Stadt besitzt mit Port Canaveral einen wichtigen Hafen für Kreuzfahrtschiffe, welche hier ihre Passagiere für die Kreuzfahrten in die Karibik aufnehmen.

## Persönlichkeiten
- Lexy Denaburg (* 2001), Beachvolleyballspielerin